# NGC 4414
NGC 4414 is een spiraalvormig sterrenstelsel in het sterrenbeeld Hoofdhaar. Het hemelobject ligt ongeveer 62 miljoen lichtjaar van de Aarde verwijderd en werd op 13 maart 1785 ontdekt door de Duits-Britse astronoom William Herschel.

## Synoniemen
- UGC 7539
- MCG 5-29-85
- ZWG 158.108
- ARAK 365
- KUG 1223+315
- PGC 40692